# Ḩājjī Seyflū
Ḩājjī Seyflū (persiska: حاجی سيفلو) är en ort i Iran.   Den ligger i provinsen Ardabil, i den nordvästra delen av landet, 400 km nordväst om huvudstaden Teheran. Ḩājjī Seyflū ligger 1 300 meter över havet och antalet invånare är 130.
Terrängen runt Ḩājjī Seyflū är platt åt sydväst, men åt nordost är den kuperad. Runt Ḩājjī Seyflū är det ganska tätbefolkat, med 56 invånare per kvadratkilometer. Närmaste större samhälle är Gadeh Kahrīz, 17,3 km sydväst om Ḩājjī Seyflū. Trakten runt Ḩājjī Seyflū består i huvudsak av gräsmarker.